# 克劳迪娅·莱蒂齐亚
克劳迪娅·莱蒂齐亚（Claudia Letizia；1979年3月22日—），是一位義大利女演員及女明星。她曾在Grande Fratello第十二季上露臉。莱克劳迪娅·莱蒂齐亚還在意大利許多电视节目上露臉

## 外部連結
- 克劳迪娅·莱蒂齐亚在互联网电影资料库（IMDb）上的資料（英文）